# Heßlingen (Hessisch Oldendorf)
Heßlingen ist ein Ortsteil der Stadt Hessisch Oldendorf. Auch bekannt als Dorf der sieben Mühlen, weil dort einst sieben Wassermühlen existierten. Politisch gehört Heßlingen zur Ortschaft Sonnental. Heßlingen an sich besteht wiederum aus zwei Ortsteilen: Heßlingen und Klein Heßlingen.

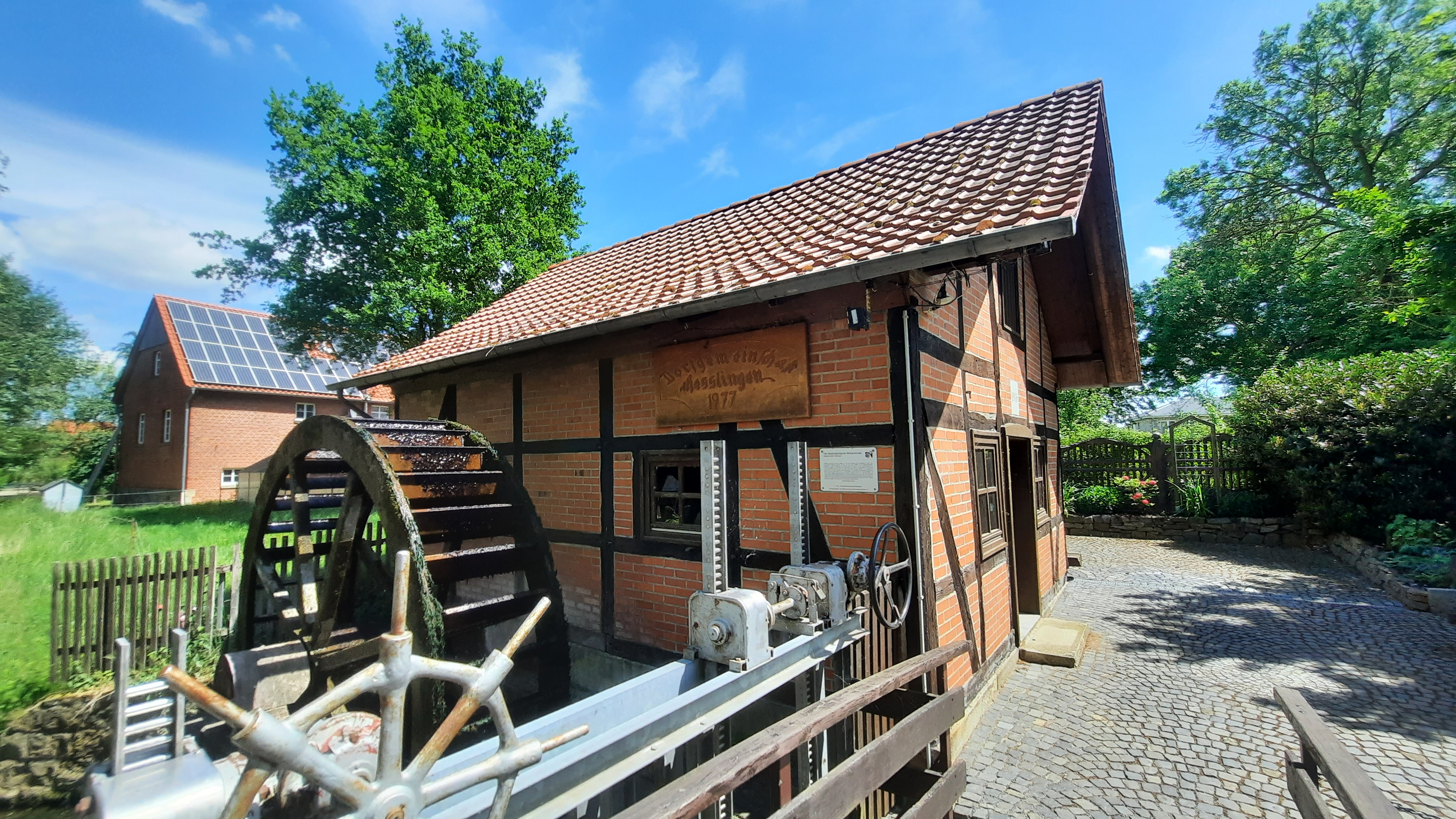
Heßlinger Mühle

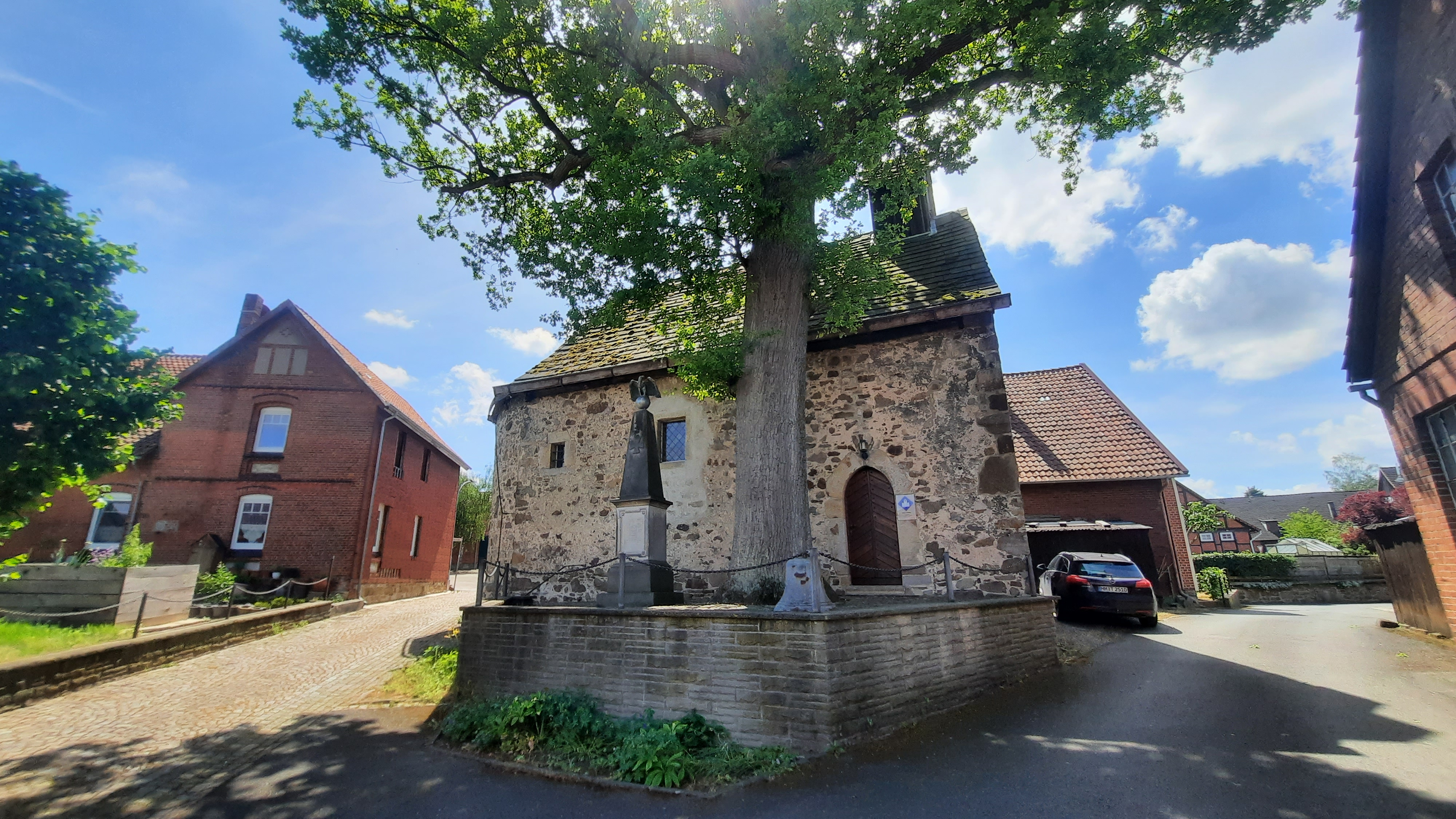
Heßlinger Kapelle

## Geschichte
Bereits 1269 erscheint der Name Heßlingen erstmals in Urkunden. Im Jahr 1319 wird die zentrale Mahlmühle des Dorfes schriftlich erwähnt. Der Heßlinger Bach trieb diese Mühlen und noch bis zur Mitte des 20. Jahrhunderts das letzte „Wasserkraftwerk“ an, mit dem die Getreideernten der Gemarkung zu Mehl verarbeitet wurden. An diese Vergangenheit erinnert die von der Heßlinger Dorfgemeinschaft erbaute Neue Mühle im Ortskern unweit der kleinen Kapelle, die aus dem 12. bis 14. Jahrhundert stammen soll.

## Geografie
Heßlingen liegt auf der südlichen Weserseite im Weserbergland. Es erstreckt sich von den Ausläufern des Goldbecker Berglandes bis in die Weserniederung und bildet den Übergang zwischen den Landschaftsschutzgebieten Hessisch Oldendorfer Wesertal Süd und Mitte. Die Entfernung zu Hessisch Oldendorf beträgt 4,5 Kilometer.
Südwestlich von Heßlingen liegt das 6,6 Hektar (ha) große Naturschutzgebiet Rinderweide und das 5,5 ha große Naturschutzgebiet Alte Teichanlage an der Rinderweide. Durch den Ort fließt der Heßlinger Bach. Es gibt einen fruchtbaren Lößboden.

## Infrastruktur
Es gibt Busverbindungen nach Hessisch Oldendorf, Rinteln und Hameln. Es gibt mehrere Spielplätze und einen Kindergarten. Zudem befindet sich in Heßlingen mit der Grundschule Sonnental eine der vier Grundschulen der Stadt Hessisch Oldendorf. Derzeit entsteht gegenüber der Grundschule ein neues Feuerwehrhaus, was zum Jahreswechsel von den vier fusionierten Ortsfeuerwehren Fuhlen, Friedrichsburg, Rumbeck und Heßlingen bezogen werden soll. Es gibt darüber hinaus zentral im Ort gelegen das Senioren- und Pflegeheim Ramsauers Mühle.

## Kultur und Sehenswürdigkeiten
Das Dorf besitzt im Ortskern eine kleine gotische Kapelle, die vermutlich zwischen dem 12. und 14. Jahrhundert aus Bruchstein erbaut wurde. 1981/1983 wurde eine Renovierung vorgenommen. Das Gebäude gehört zur Evangelisch-lutherischen Kirchengemeinde Fuhlen und obgleich es zwei Gotteshäuser in der Kirchengemeinde gibt, finden in der kleinen Kapelle einige Male im Jahr Gottesdienste statt.
In den Straßen Fuhler Straße, Sonnentalstraße und Landmannstraße sind Baudenkmale in Form alter Höfe im Fachwerkbau zu finden.
Im Ort gibt es zudem zwei Kriegerdenkmäler. Dasjenige an der Kapelle (Kapellenstraße) erinnert an 1870/71, das weitere erinnert an die Gefallenen der beiden Weltkriege (Sonnentalstraße/Am Pollhof).

## Vereine
- Dorfgemeinschaft Heßlingen
- DRK-Ortsverein Heßlingen-Friedrichsburg
- Freiwillige Feuerwehr Heßlingen
- Jagdgenossenschaft Heßlingen
- Kirmesverein Heßlingen
- MTV Heßlingen e. V.
- Förderverein der Grundschule Heßlingen e. V.[3]